# NGC 6072
NGC 6072 is een planetaire nevel in het sterrenbeeld Schorpioen. De nevel werd op 7 juni 1837 ontdekt door de Britse astronoom John Herschel.

## Synoniemen
- PK 342+10.1
- ESO 389-PN15
- AM 1609-360